# «На Украине» или «в Украине»
«На Украине» или «в Украине» — спор, предмет которого — сочетаемость предлогов с топонимом Украина в русском языке. В ходе этого спора формы на Украине, на Украину, с Украины противопоставляются формам в Украине, в Украину, из Украины.

## Предыстория
Оба варианта, с предлогами «на» («на Украине»/«на Украину») и «в» («в Украине»/«в Украину»), имеют долгую историю употребления.

### XIX век
В этот период наблюдалась значительная вариативность: русские классики, когда говорилось об Украине, употребляли формы с обоими предлогами. В частности, предлог «на» использовали Владимир Даль и Николай Лесков, «в» — Александр Пушкин, Николай Гоголь, Антон Чехов и Лев Толстой.

### XX век (вплоть до распада СССР)
В последующем, однако, былая вариативность исчезла: в русском языке применительно к Украине закрепилось употребление предлога «на». Форма «на Украине» была единственной нормативной до 1992 года; идейных разногласий до обретения Украиной независимости свойство предлога «на» сочетаться с названиями регионов (а не стран) не вызывало.
С названиями других республик, входивших в Советский Союз, конструкция с предлогом «на» не употреблялась.

## Возникновение и развитие спора
Выбор предлога стал источником конфликтов «только в эпоху утверждения украинской независимости»: в 1993 году Кабинет министров Украины потребовал признать нормативным для русского языка вариант «в Украину» (а также «из Украины» как соответствующий). По мнению украинских властей, этот шаг должен был подчеркнуть статус Украины как суверенного государства.
Однако, как отметила в 2009 году старший научный сотрудник Института русского языка имени В. В. Виноградова, кандидат филологических наук Оксана Грунченко, «путь вводимого исключительно по политическим соображениям варианта [с предлогом „в“] оказался отнюдь не простым». В частности, новые формы (и попытки менять язык, учитывая государственность Украины) признали не все филологи.

### Тенденции
В 2003 году российский политолог Эмиль Паин указал, что новая языковая норма последовательно приживалась в русскоязычных СМИ во всех странах СНГ, а в России этот процесс был даже более последовательным и плавным, чем в других постсоветских государствах. Однако в 1999 году в России произошел резкий перелом этой тенденции. После этого происходило последовательное возвращение к традиционной норме «на Украине». Паин связывал это с национально-патриотическим подъёмом в России после военных побед российской армии в Дагестане и в Чечне. По его словам, сразу после распада СССР в российском обществе шёл процесс адаптации к новой международной реальности, однако после стабилизации ситуации в России крах СССР стал восприниматься крайне болезненно.
Владимир Путин использовал в своей речи обе конструкции: и с предлогом «на», и с предлогом «в». При этом, как считает филолог Ирина Левонтина, в первом десятилетии XXI века прослеживалась зависимость выбора Путиным одной из форм «от успешности переговоров по газу»: несколько упрощая, успеху переговоров сопутствовала форма «в Украине», неудачам — «на Украине».
Как писал лингвист Максим Кронгауз, в России XXI века менялось отношение к выбору между формами «на Украине» и «в Украине»: политкорректный предлог «в» изначально использовали российские политики. В то же время российская интеллигенция, включая специалистов по русскому языку, предпочитала использовать традиционный предлог «на». Однако отношение к выбору предлога менялось по мере ухудшения отношений между Россией и Украиной. Теперь, по оценкам Кронгауза, за выбором предлога стала просматриваться не только политкорректность, но и определённая идеология:

Российские государственники переключились на более консервативный предлог на, а симпатизирующие Украине стали использовать предлог в. Принципиальными точками усиления идеологической роли предлога стали 2014 и 2022 годы.
Украинский исследователь Оксана Коломиец считает, что уважительное отношение со стороны российского правительства к суверенитету Украины и использование в связи с этим конструкции «в Украине» было прекращено в 2013 году, за несколько месяцев до революции в Киеве — Евромайдана. (При этом она ссылается на бывшего советника Путина Андрея Илларионова, по мнению которого такой шаг был предпринят в связи с началом информационной части российской операции по аннексии украинского Крыма.) В своей работе она отметила, что в течение одного дня, 27 июля 2013 года, российский президент Путин, открывая свой визит в Киев, использовал сочетание «в Украине», а позже на конференции — «на Украине». Исследователь считает, что после этого во всех выступлениях и официальных документах российских чиновников конструкция «в Украине» была полностью заменена формой «на Украине», воспринимаемой украинской стороной как оспаривание государственности и суверенитета Украины. Она также полагает, что российская пропаганда активно подхватила предлог «на» для продвижения нарратива о новом правительстве Украины как «нелегитимном» и Украины как «несостоявшегося государства».

### Позиция филологов
Далеко не все филологи/лингвисты признали конструкцию «в Украине». В частности, филолог и журналист Марина Королёва утверждает, что независимость Украины не влияет на то, какой предлог необходимо выбрать («политика здесь ни при чём», «это только предлоги, и ничего более»), и что литературная норма русского языка — «„на Украине, на Украину“ (и „с Украины“), поскольку такова языковая традиция, сломать которую «не под силу никаким декретам». Такая традиция есть «результат исторического развития языка»: 

Скажем, немцы называют свою страну Deutschland, для нас она «Германия», а для украинцев «Німеччина» — и никому и в голову не приходит предъявлять претензии по поводу написания или произношения!
С другой стороны, по мнению старшего научного сотрудника Института русского языка им. В. В. Виноградова Оксаны Грунченко, высказанному ею в 2009 году, «в современном русском языке сосуществуют традиционная литературная норма с предлогом „на“ и относительно новая, вводимая из соображений политкорректности по просьбе Украины — с предлогом „в“». Политкорректные формы (с предлогами «в» и «из»), по её мнению, можно использовать «в официальных документах, касающихся взаимоотношений России и Украины», при этом сохраняя «в устной разговорной речи, а в периоды явного охлаждения межгосударственных отношений и в публицистике» традиционную литературную норму.

## Особенности двух форм
Конструкции с предлогами «на» и «в» различаются с точки зрения их употребления и восприятия.

### Употребление в СМИ
Две формы различаются с точки зрения употребления в СМИ.
В частности, в 2003 году российский политолог Эмиль Паин заявил о том, что выбор предлога связан с политическим позиционированием СМИ, указав на то, что русскоязычные издания Крыма, позиционируя себя как защитников русского языка в условиях «навязываемой Киевом украинизации», твёрдо придерживались традиционной нормы «на Украине», а использование ими формы «в Украине» не превышало 14%.

### Восприятие
Две формы, как отметила в 2016 году российский филолог Ирина Левонтина, различаются с точки зрения их восприятия: форма «на Украине» может восприниматься как знак того, что говорящий — российский империалист, а форма «в Украине» — как проявление национализма, порчи чужого языка и навязывания чуждой нормы.
Сходными наблюдениями в феврале 2017 года поделилась Лидия Стародубцева, украинский историк культуры, доктор философских наук, проживавшая в преимущественно русскоязычном Харькове, в котором сосуществовали «два языка — „русский русский“ и „русский украинский“». Она заявила, что «само произнесение предлога „в“ или „на“ является маркером идентичности», причём предлог «в» сообщал ей о пребывании «в среде украинских патриотов», в то время как форма «на Украине» заставляла подозревать в говорящем политического оппонента, сторонника Путина и Харьковской народной республики.

## Общий контекст
После распада СССР, как указывает политолог Эмиль Паин, россияне первоначально без сопротивления вводили в русский язык новые слова и обороты, «навязанные ему соседними государствами», однако в дальнейшем происходило их решительное, «демонстративное» отторжение, примером чему стала динамика использования форм «в Украине» и «на Украине».
При этом носители русского языка спорят не только о правильном выборе предлогов, сочетаемых с топонимом «Украина». Спорными также стали названия ряда стран постсоветского пространства, причём, как отмечает известный лингвист Максим Кронгауз, «выбор „правильного“ варианта» обосновывается не лингвистикой, а «политикой или, с некоторой натяжкой, идеологией»: 

В 1990-е годы этот вопрос решался на уровне администрации президента и правительства, где составлялись рекомендованные списки.
Как считает Кронгауз, в большинстве случаев конкуренция различных вариантов сводится к противостоянию «языкового консерватизма и политкорректности». Требования политкорректности, по его словам, не всегда основаны на строго научных представлениях, «что не отменяет их эмоциональной значимости». При этом политкорректность иногда «внедряется агрессивным способом, что приводит к ожесточённым дискуссиям». Помимо того, обострение политических отношений с соседними государствами также влияет на выбор того или иного варианта. Напротив, лингвистические аргументы «практически никогда» не играют определяющей роли.

## Иноязычные аналоги

### Украинский язык
Известный лингвист Дитмар Розенталь считал, что словосочетание «на Украине» употребляется в русском языке вследствие влияния украинского. Вообще, форма с предлогом «на» (на Україні, на Вкраїні) в прошлом была характерна для украинского языка.
В частности, I универсал Украинской Центральной рады, принятый 10 июня 1917 года, был озаглавлен «Універсал Української Центральної Ради до українського народу, на Україні й по-за Україною сущого», а в самом тексте документа использовался вариант «на Вкраїні».
Описывая смену употребляемых форм, Лидия Стародубцева, харьковский историк культуры, в 2017 году утверждала, что граждане Украины в 1993 году «по просьбе украинского правительства» сделали свой выбор в пользу формы с предлогом «в», причём этот «выбор был политическим».
Ирландская исследовательница Энн Мэри Девлин, описывая смену форм, указывает, что после обретения независимости на Украине начались процессы десоветизации и дерусификации, одним из проявлением которых стало утверждение украинского языка как единственного официального. Среди целей таких процессов было желание укреплять официальное одноязычие и сопротивляться «высокой степени русификации». Дерусификация включала в себя устранение русского языка из официальных документов, официальной переписки, из СМИ (пользующихся поддержкой государства) и с вывесок в общественном пространстве. Ставилась задача сделать украинский язык как можно более отличным от русского, тем самым конструируя средства, посредством которых недавно созданное государство могло бы воссоздать отчётливую национальную идентичность. Отказ Украины от русского языка стал важной составной частью того арсенала средств, который позволял украинцам «идентифицировать себя как украинцев»; сам украинский язык был подвергнут ярко выраженной дерусификации, один из самых отчетливых признаков которой — официальный отказ от предлога «на» в пользу «в». Этот шаг сыграл важную роль в национальном строительстве:

Итак, сбрасывание пут традиционного предлога позволило возникнуть новой, независимой, постсоветской, построссийской Украине.
Оригинальный текст (англ.)Thus, shaking off the traditional preposition allowed a new, independent, post-Soviet, post-Russia Ukraine to emerge.
Таким образом, в современном украинском языке нормативной считается форма «в Україні».

### Польский язык
В июле 2022 года Совет польского языка вынес рекомендацию употреблять с названием «Украина» предлоги w и do вместо предлога na, особенно в публичном (официальном, газетном) языке и в тех случаях, когда можно было бы заменить слово «Украина» выражением «украинское государство». В частности, Совет считает предпочтительным выражение «визит президента в Украину», а не «на Украину».
Комментируя свою рекомендацию, Совет польского языка отметил, что «языковой обычай» употреблять с названиями некоторых соседних стран (Украины, Литвы, Латвии, Беларуси, Словакии, Венгрии) преимущественно конструкции с предлогом na сложился «очень давно», когда совершенно другими были и границы государств, и смысл государственной общности. Согласно Совету, он является «пережитком прежней действительности», а не свидетельствует о каких-либо сомнениях в суверенитете этих стран. Однако, как утверждает Совет, независимо от причин его возникновения, важно учитывать, как он воспринимается затронутыми им людьми, а к размышлениям о его пересмотре подталкивает «российская агрессия против Украины».
Совет также сослался на то, что возможный переход к употреблению названий всех неостровных стран с обычными предлогами do и w является предметом многолетней дискуссии, и указал, что в случае с Украиной имеется дополнительная причина отказаться от предлога na в пользу конструкций w Ukrainie/do Ukrainy. Она состоит в том, что официальное название этого государства не содержит слова republika («республика»), чем исключаются конструкции типа w Republice Białorusi («в Республике Беларусь»).
При этом, однако, Совет отметил:
- что оба типа сочетаний (и с na, и с w/do) правильны[17];
- что употребление предлога na никак не означает пренебрежения к Украине[17];
- что язык меняется медленно — и в Польше, и в других странах[17];
- что все существующие словари польского языка, изданные в период после 1945 года, устанавливают единственно нормативной форму с предлогом na[17][нет в источнике (обс.)].

Медленное изменение языка означает в данном случае то, что на момент публикации (то есть на июнь 2022 года) вариант «с предлогом na… всё ещё определённо преобладает» в публикациях польских СМИ — несмотря на то, что форма с предлогом w стала решительно набирать популярность с конца февраля 2022 года.
Исходя из того, что язык меняется медленно, Совет польского языка просил «украинских друзей и всех сторонников революционных перемен» уважать «языковые обычаи» тех поляков, которые употребляют конструкцию na Ukrainie. Он также отметил, что граждане Белоруссии, Венгрии, Латвии, Литвы и Словакии, «как правило, не протестуют против польского предлога na».

### Другие славянские языки

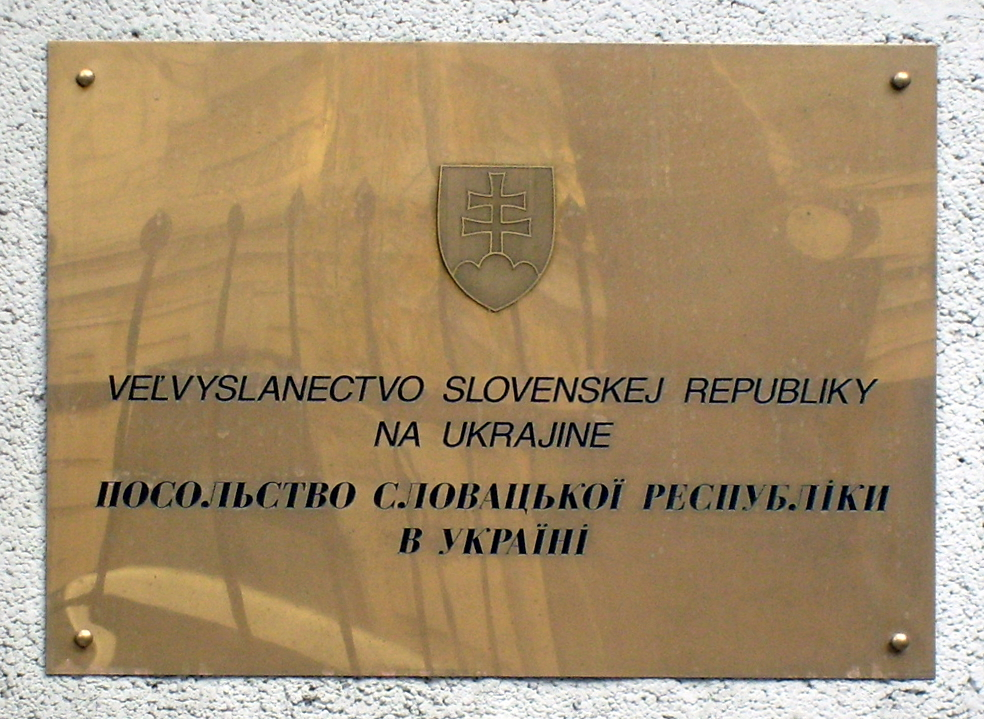
Вывеска на посольстве Словацкой республики на Украине: в надписи на словацком используется предлог na, в надписи на украинском — «в»

Нестандартные формы с предлогом «на» (в латинском написании — na) используются с названиями отдельных стран не только в польском, но и в некоторых других славянских языках:
- в словацком — na Ukrajine[18][19][20], na Slovensku («в Словакии»)[18][21][22];
- в чешском — na Ukrajině[23][24], na Slovensku («в Словакии»)[25][26].

### Английский язык
Существует представление о том, что форма «на Украине» примерно соответствует англоязычной конструкции in the Ukraine, которая в настоящее время подвергается критике из-за наличия в ней артикля.
Критики исходят из того, что в английском языке названия большинства государств артиклем не сопровождаются, и в то же самое время с артиклями употребляются названия отдельных частей (или регионов) той или иной страны. Отсюда делается вывод о недопустимости формы the Ukraine. В частности, Пол Грод (канадский бизнесмен и юрист украинского происхождения, президент Всемирного конгресса украинцев) заявил: 

Продолжающееся использование определённого артикля перед названием независимого государства — Украины — поэтому является опосредованным (хотя зачастую ненамеренным) отрицанием государственности.

Оригинальный текст (англ.)The continued use of the definite article in front of the name of an independent state — Ukraine — is therefore an indirect (although often unintentional) denial of statehood

## Комментарии
1. ↑  Когда правительство Украины потребовало признать нормативным вариант «в Украине».
2. ↑  Цитируется по интервью корреспонденту «Радио Свобода». Лидия Стародубцева — доктор философских наук, профессор, жительница Харькова. Использует форму с предлогом «в» и подчёркивает, что подобный выбор словосочетания — «это не вопрос нормы филологической, не вопрос правописания и произношения»[1].
3. ↑  Соответствует русскому предлогу «в» при указании местоположения («в Украине»).
4. ↑  Соответствует русскому предлогу «в» при указании указании направления («в Украину»).
5. ↑  Соответствует русскому предлогу «на» в выражениях «на Украине», «на Украину».